# Simon Schobel
Simon Schobel, né le 22 février 1950 à Sebeș, est un entraîneur et ancien joueur roumain de handball.

## Palmarès

### Joueur
Roumanie
- Jeux olympiques[1].
  -  médaille de bronze aux Jeux olympiques de 1972 à Munich

### Sélectionneur
Allemagne
- Jeux olympiques
  -  Médaille d'argent aux Jeux olympiques de 1984 à Los Angeles